# Барака, Амири
Лерой Джонс (англ. Leroy Jones, с 1967 года Амири Барака, англ. Amiri Baraka; 7 октября 1934, Ньюарк, Нью-Джерси — 9 января 2014, там же) — афроамериканский поэт, писатель, эссеист и критик, один из представителей битничества. Преподаватель нескольких университетов США. В 1989 году получил награду — Американскую книжную премию. Входит в «сотню величайших афроамериканцев» Молефи Асанте.

## Биография
Родился в городе Ньюарк (штат Нью-Джерси) 7 октября 1934 года. Мать — Анна Луис (англ. Anna Lois) была социальным работником и студенткой Университета Фиска, отец — Койт Лерой Джонс (англ. Coyt Leroy Jones), работал на почте. Детство Лероя прошло в семье, принадлежавшей к нижней прослойке среднего класса, в состоятельной (для афроамериканцев) рабочей семье. Непродолжительное время Джонс учился в Ратгерском университете, однако переехал в Вашингтон и поступил в Говардский университет, начав изучать философию и религию. После окончания учебного заведения служил в военно-воздушных силах.
Завершив службу в 1957 году, Джонс перебрался в Нью-Йорк, где осел в известном районе Гринвич-Виллидж и всерьез увлекся поэзией и драмой. Популярность членов зарождающегося кружка битников, сформировавшегося в городе, подтолкнула начинающего автора всерьез заняться творчеством. Джонс открыл небольшое издательство — годом позже он познакомится с также молодым автором Дианой Ди Примой и напечатает первую её книгу. Именно через Ди Приму оба автора впоследствии присоединятся к бит-поколению. Сам Джонс вскоре начнёт издаваться — свет увидят его сборники «Предисловие к двадцатитомной записке самоубийцы», «Мертвый преподаватель» (1964), «Время нации» (1964) и некоторые другие. Также Джонс выступит основателем «Репертуарного Театра Чёрных Искусств» в Гарлеме и общественной «Организации Развития и Охраны Чёрной Общины», ориентированной на защиту прав чернокожего населения Америки. На заре поколения «разбитых» в конце 1960-х начнёт активно интересоваться политикой США, влившись в ряды защитников прав афроамериканцев. За достижения в области поэзии в 2002 году автор был награждён престижным статусом «поэта-лауреата Нью-Джерси», однако из-за публикации скандального стихотворения «Кто взорвал Америку» Джонс данного статуса был лишён.